# Згеж (гміна)
Гміна Зґеж (пол. Gmina Zgierz) — сільська гміна у центральній Польщі. Належить до Згерського повіту Лодзинського воєводства.
Станом на 31 грудня 2011 у гміні проживало 12718 осіб.

## Площа
Згідно з даними за 2007 рік площа гміни становила 199.24 км², у тому числі:
- орні землі: 59.00%
- ліси: 29.00%

Таким чином, площа гміни становить 23.34% площі повіту.

## Населення
Станом на 31 грудня 2011:
| Опис     | Загалом | Загалом | Чоловіки | Чоловіки | Жінки | Жінки |
| -------- | ------- | ------- | -------- | -------- | ----- | ----- |
| одиниця  | осіб    | %       | осіб     | %        | осіб  | %     |
| все      | 12718   | 100     | 6246     | 49.11    | 6472  | 50.89 |
| міське   | 0       | 100     | 0        |          | 0     |       |
| сільське | 12718   | 100     | 6246     | 49.11    | 6472  | 50.89 |

## Сусідні гміни
Гміна Згеж межує з такими гмінами: Александрув-Лодзький, Гловно, Згеж, Озоркув, Озоркув, Паженчев, Пйонтек, Стрикув.